# 龚树模
龚树模（1915年—2001年11月26日），男，江苏太仓人，中国天体物理学家，中国科学院紫金山天文台研究员，中国天文学会第三、四届副理事长，第六届名誉理事长。